# Erebia evias
Erebia evias är en fjärilsart som beskrevs av Jean Baptiste Godart 1822. Erebia evias ingår i släktet Erebia och familjen praktfjärilar. Inga underarter finns listade i Catalogue of Life.